# Ramiro Garcés, kralj Viguere
Ramiro Garcés (baskijski Ramiro Gartzia; † 9. srpnja 981.) bio je pamplonski plemić i prvi kralj Viguere.
Otac kralja Ramira bio je García Sánchez I., kralj Pamplone, a majka Terezija Ramírez. Ramiro je imao starijeg polubrata Sanča te je bio subregulus i polubratov vazal.
S nepoznatom ženom ili ženama, Ramiro je imao dva sina. Ovo su Ramirovi sinovi:
- Sančo Ramírez, kralj Viguere[1]
- García Ramírez, kralj Viguere[2]